# Namibiotalpa fossilis
Namibiotalpa fossilis es una especie de coleóptero de la familia Ochodaeidae.

## Distribución geográfica
Habita en Namibia.